# ハリー・コニック・ジュニア
ハリー・コニック・ジュニア（Harry Connick Jr.、1967年9月11日 - ）は、アメリカ合衆国ルイジアナ州ニューオーリンズ出身の歌手・ピアニスト・俳優である。

## 略歴

### ビッグ・バンド・スタイル
母親のアニタ・フランシス（旧姓リーヴィ、のちリヴィングストン）は弁護士および判事。父親のハリー・コニック・シニアは1973年から2003年までニューオリンズの検事であった。母親はユダヤ系、父親はアイルランド系。法曹関係の仕事をする一方、レコードショップを経営する両親の影響で小さい頃からフランク・シナトラ、デューク・エリントンを好んで聞いていたという 。3歳からピアノを始め、10歳でニューオーリンズのジャズバンドと共にレコーディングする。19歳で初めてのアルバムを出した。1940年代-1960年代のフランク・シナトラを彷彿とさせる「ビッグ・バンド・スタイルの再来」と評され、サントリーのテレビCMに出演したこともあり、来日経験もある。
1990年代中盤にはファンク・スタイルへの移行を行ったものの、その後、再びビッグ・バンド・スタイルへ回帰しており、数度にわたってグラミー賞にノミネート、また受賞している。

### 俳優活動
映画『恋人たちの予感』の音楽を手がけ、グラミー賞を受賞している他、1990年代より俳優としても活躍しており、『メンフィス・ベル』や『インデペンデンス・デイ』などに出演している。

### その他
米人気オーディション番組『アメリカン・アイドル』では過去2度メンターを務めていたが、2014年放送のシーズン13で審査員に就任した。

## ディスコグラフィ

### アルバム
- Dixieland Plus（1978年）※Dixieland Plus名義
- Pure Dixieland（1979年）※『11 (イレヴン)』（1992年）として再発
- 『ヴォケイション』 - Harry Connick Jr.（1987年）
- 『20 (トウェンティ)』 - 20（1988年）
- 『恋人たちの予感』 - When Harry Met Sally（1989年）※映画『恋人たちの予感』サウンドトラック。1989年度グラミー賞受賞
- 『ウイ・アー・イン・ラヴ』 - We Are in Love（1990年）※1991年度グラミー賞受賞
- 『ロフティーズ・ローチ・スフレ』 - Lofty's Roach Souffle（1990年）
- 『ブルー・ライト、レッド・ライト』 - Blue Light, Red Light（1991年）
- 『25 (トゥエンティ・ファイヴ)』 - 25（1992年）
- 『永遠にフェイヴァリット』 - When My Heart Finds Christmas（1993年）
- 『STAR BOX』 - Forever For Now（1993年）※英国向けコンピレーション
- 『シー〜ニューオリンズ・スピリット』 - She（1994年）
- 『スター・タートル』 - Star Turtle（1996年）
- 『トゥ・シー・ユー』 - To See You（1997年）
- 『カム・バイ・ミー』 - Come by Me（1999年）
- 『30 (サーティ)』 - 30（2001年）
- 『ソングス・アイ・ハード〜ムービー・クラシック・ソングス』 - Songs I Heard（2001年）※2002年度グラミー賞受賞
- Thou Shalt Not（2002年）※キャスト録音
- 『アザー・アワーズ〜コニック・オン・ピアノ1』 - Other Hours: Connick on Piano, Volume 1（2003年）
- 『ハリー・フォー・ザ・ホリデイズ』 - Harry for the Holidays（2003年）
- 『オンリー・ユー』 - Only You（2004年）
- 『オケージョン』 - Occasion: Connick on Piano, Volume 2（2005年）
- 『ハリー・オン・ブロードウェイ アクト1』 - Harry on Broadway, Act I（2006年）※キャスト録音
- 『オー・マイ・NOLA』 - Oh, My NOLA（2007年）
- 『シャンソン・デュ・ヴュー・カレ』 - Chanson du Vieux Carré : Connick on Piano, Volume 3（2007年）
- 『ホワット・ア・ナイト!-クリスマス・アルバム』 - What a Night! A Christmas Album（2008年）
- 『恋人たちのラブソング』 - Your Songs（2009年）
- In Concert on Broadway（2011年）※ライブ
- Music from The Happy Elf: Connick on Piano, Volume 4（2011年）
- Smokey Mary（2013年）
- Every Man Should Know（2013年）
- That Would Be Me（2015年）
- 『トゥルー・ラヴ』 - True Love: A Celebration of Cole Porter（2019年）
- Alone With My Faith（2021年）

## 出演作品

### 映画
| 公開年 | 邦題 原題                                          | 役名                   | 備考               |
| ------ | -------------------------------------------------- | ---------------------- | ------------------ |
| 1990   | メンフィス・ベル Memphis Belle                     | クレイ・バグジー       |                    |
| 1991   | リトルマン・テイト Little Man Tate                 | エディ                 |                    |
| 1995   | コピーキャット Copycat                             | ダリル                 |                    |
| 1996   | インデペンデンス・デイ Independence Day            | ジミー・ワイルダー大尉 |                    |
| 1997   | エクセス・バゲッジ/シュガーな気持ち Excess Baggage | グレッグ               |                    |
| 1998   | 微笑みをもう一度 Hope Floats                       | ジャスティン           |                    |
| 1999   | アイアン・ジャイアント The Iron Giant              | ディーン・マッコーピン | 声の出演           |
| 2000   | マイ・ドッグ・スキップ My Dog Skip                 | -                      | ナレーター、声のみ |
| 2001   | 南太平洋 South Pacific                             | ジョセフ・ケイブル     | テレビ映画         |
| 2002   | アイ ラブ ヒットマン Life Without Dick             | ダニエル・ギャラハー   |                    |
| 2003   | 閉ざされた森 Basic                                 | ピート・ヴィルマー     |                    |
| 2006   | BUG/バグ Bug                                       | ジェリー・ゴス         |                    |
| 2007   | P.S. アイラヴユー P.S. I Love You                  | ダニエル               |                    |
| 2009   | ニュー・イン・タウン New In Town                   | テッド・ミッチェル     | 日本劇場未公開     |
| 2011   | イルカと少年 Dolphin Tale                          | クレイ・ハスケット     |                    |

### テレビシリーズ
| 放映年    | 邦題 原題                                                  | 役名                 | 備考         |
| --------- | ---------------------------------------------------------- | -------------------- | ------------ |
| 2002–2006 | ウィル&グレイス Will & Grace                               | レオ                 | 23エピソード |
| 2012      | LAW & ORDER:性犯罪特捜班 Law & Order: Special Victims Unit | デヴィッド・ヘイデン | 4エピソード  |

### ブロードウェイ
- 1990年 An Evening with Harry Connick Jr. and His Orchestra (スペシャル・コンサート)
- 2001年 Thou Shalt Not (ブロードウェイ・ミュージカル) - 作曲
- 2006年 パジャマゲーム The Pajama Game (ブロードウェイ・ミュージカル)
- 2010年 Harry Connick Jr.: In Concert on Broadway (スペシャル・コンサート)[10]
- 2011年 晴れた日に永遠が見える On a Clear Day You Can See Forever (ブロードウェイ・ミュージカル)
- 2019年 Harry Connick, Jr. - A Celebration of Cole Porter (special, concert)